# Union Douala
Union Douala (celým názvem Union Sportive de Douala) je kamerunský fotbalový klub z města Douala založený roku 1954 jako Jeunesse Bamiléké. V roce 1958 byl přejmenován na Union Sportive de Douala. Klubové barvy jsou zelená a bílá. Své domácí utkání hraje na stadionu Stade de la Réunification s kapacitou pro 30 000 diváků.

## Úspěchy
- Pohár mistrů afrických zemí: 1× vítěz (1979)
- Pohár vítězů pohárů afrických zemí: 1× vítěz (1981)
- Championnat du Cameroun de football: 5× vítěz (1969, 1976, 1978, 1990, 2012)
- Kamerunský fotbalový pohár: 6× vítěz (1954[pozn. 1], 1961, 1969, 1980, 1985, 1997, 2006)[1]

## Známí hráči
- Joseph-Antoine Bell
- Bonaventure Djonkep
- Joseph Enanga
- Roger Feutmba
- Bassey William Andem